# Panhard & Levassor Type J
Der Panhard & Levassor Type J ist ein Pkw-Modell der 1900er Jahre. Hersteller war Panhard & Levassor in Frankreich.

## Beschreibung
Die Fahrzeuge haben einen von Arthur Constantin Krebs entwickelten Ottomotor. In den Motorcodes „S4R“, „S4F“ und „S4I“ steht das „S“ für diesen „Centaure allégé“ genannten Motor und die „4“ für die Anzahl der Zylinder.
Drei Motorgrößen standen zur Wahl. Es sind Vierzylinder-Reihenmotoren mit einzeln gegossenen Zylindern. Der kleinste (S4R) hat 90 mm Bohrung, 130 mm Hub und 3308 cm³ Hubraum. Er wurde auch 15 CV genannt. Der mittlere hat 100 mm Bohrung, 130 mm Hub, 4084 cm³ Hubraum und war mit 18 CV eingestuft. Der größte hat 110 mm Bohrung, 140 mm Hub, 5322 cm³ Hubraum und 24 CV. Die Leistung des Frontmotors wird über Ketten an die Hinterachse übertragen.
Der Radstand beträgt zwischen 277 cm und 313 cm.
Die Produktion der schwächsten Variante lief von Dezember 1904 bis 1906. Von ihr wurden in den einzelnen Kalenderjahren 1, 151 und 2 Fahrzeuge hergestellt. Die mittlere Version gab es von 1904 bis 1907 und fand in den einzelnen Kalenderjahren 44, 241, 169 und 17 Käufer. Die große Ausführung stand von 1905 bis 1906 im Sortiment. Im ersten Jahr wurden 223 Fahrzeuge herstellt und im zweiten 33. Zusammen sind das 881 Stück, von denen 205 exportiert wurden.
Nachfolger wurde 1907 der Type U2, der nur mit den beiden kleineren Motoren erhältlich war.